# Wang Jiaxiang
 (octobre 2010).
Si vous disposez d'ouvrages ou d'articles de référence ou si vous connaissez des sites web de qualité traitant du thème abordé ici, merci de compléter l'article en donnant les références utiles à sa vérifiabilité et en les liant à la section « Notes et références ».
Pour les articles homonymes, voir Wang (patronyme).
Wang Jiaxiang (王稼祥,15 août 1906 - janvier 1974) est un dirigeant du Parti communiste chinois (PCC) à ses origines,  membre du groupe des 28 bolcheviks.

## Biographie
Natif de Jinxian Anhui, Wang étudia dans un collège affilié à l’université de Shanghai (上海大学) en 1925 puis à l’université Sun Yat-sen de Moscou. C’est là que Wang, Wang Ming, Zhang Wentian et Bo Gu formèrent le groupe des 28 bolcheviks qui avait pour ambition de conduire la révolution chinoise. Wang rejoignit le PCC en 1928. 
Avec le support de leur mentor Pavel Mif, président de l’université Sun Yat-sen de Moscou et représentant du Kominterm en Chine, les 28 bolcheviks furent renvoyés en Chine pour prendre le contrôle du PCC et gagnèrent la lutte pour le pouvoir contre Li Lisan.
En comparaison avec ses homologues Wang Ming, Bo Gu et Zhang Wentian, Wang obtint un travail moins important comme secrétaire du parti d’un journal et éditeur en chef de deux journaux du PCC.
Lorsque les 28 bolcheviks conduisirent leur politique extrémiste et gauchiste, le PCC souffrit de grandes pertes dans sa lutte contre le Guomindang et dut se retirer des grandes villes dans des bases à la campagne comme celle du Jiangxi. Wang reçut alors des promotions, devenant successivement membre du Comité central du PCC, commissaire aux affaires étrangères du gouvernement central par intérim de la république chinoise soviétique et enfin directeur du département politique ou commissaire général de l’armée rouge chinoise.
Bo Gu et le conseiller militaire du Kominterm Otto Braun (ou Li De) appliquait toujours la politique gauchiste qui entraîna de lourdes pertes militaires pour le PCC en face du Guomindang les forçant à évacuer leurs bases et à commencer ce qui fut appelé plus tard la Longue Marche.
C’est au cours de la Longue Marche que Wang commença à réaliser que la réalité cruelle de la révolution était bien différente de ce qu’on pouvait lire dans les livres. Il devint ami avec des vétérans du PCC comme Mao Zedong et Zhou Enlai. Puis à la conférence de Zunyi Bo Gu et Li De furent limogés de leur commandement militaire. Zhang Wentian remplaça Bo Gu comme secrétaire général du PCC, et Wang participa au commandement militaire au sein d’un triumvirat qui comprenait aussi Mao et Zhou.
Après que Wang eut atteint Yan'an, il fut envoyé à Moscou comme délégué du PCC auprès du Kominterm en 1937. Wang revint l’année suivante porteur d’un message oral de Georgi Dimitrov, qui était un des dirigeants du Kominterm. Dans son message Dimitrov exprimait son soutien à Mao comme dirigeant suprême du PCC. Bien que l’authenticité de ce message soit toujours questionnée, Mao l’exploita pour asseoir sa légitimité comme dirigeant suprême. Wang fut gratifié du poste de vice-président de la Commission militaire centrale du PCC. La guerre sino-japonaise ayant éclaté, l’armée rouge chinoise fut réorganisée en Huitième armée de route, et Wang fut nommé directeur du département politique, devenant responsable du commandement militaire avec Zhu De et Peng Dehuai. À la même époque Wang fut élu membre du Politburo du PCC.
En 1943, Wang fut le premier à mettre en avant le concept de maoïsme, ce qui plut à Mao. En outre, au cours du septième congrès national du PCC en 1945, Liu Shaoqi fut le premier à proposer que le concept de Maoïsme soit inclus dans la constitution du parti. L’ironie veut qu’aussi bien Liu que Wang n’échappèrent pas quelques décennies plus tard aux purges malgré leur démonstration de loyauté à cette époque. 
Lorsque Mao eut assis son autorité au sein du PCC, il expulsa ses ennemis Wang Ming et Zhang Guotao, et rabaissa Zhang Wentian à des tâches subalternes. Lorsque Wang perdit toute valeur aux yeux de Mao, durant la fin du mouvement de rectification (Zheng Feng, 整风运动) lancé par Mao au début des années 1940, Wang fut étiqueté comme représentant du dogmatisme, de même que Wang Ming and Zhang Guotao, et dut faire une autocritique publique et s’excuser. Ce n’était pas la fin de ses humiliations, car au septième congrès national du PCC il fut éliminé du comité central où il avait siégé pendant dix ans. À titre de consolation il fut élu membre suppléant.
Durant la guerre civile chinoise, Wang fut envoyé en Mandchourie pour travailler avec  Lin Biao et Gao Gang, mais seulement dans une position secondaire avec le titre de ministre du département de l’organisation de la ville, en d’autres termes le responsable de la propagande pour le bureau du nord-est du PCC.
Après l’établissement de la république populaire de Chine en 1949, Wang fut le premier ambassadeur de Chine en Union soviétique, et puis vice-ministre des affaires étrangères. En 1951 Wang fut nommé ministre des relations extérieures du PCC. Bien qu’il eût encore quelques promotions, comme sa nomination au secrétariat du comité central du PCC au cours de la première session plénière du huitième congrès National en 1956, et qu’il eut une vie politique plus longue que son ami Zhang Wentian qui fut éliminé à la réunion de Lushan en 1959, il ne survécut pas à la révolution culturelle.
L’épouse de Wang, Zhu Zhongli, était une infirmière dans l’armée et fut aussi l’assistante du docteur canadien Norman Bethune qui travailla avec la Huitième armée de route comme volontaire international. Maintenant Zhu est un écrivain qui écrit ses mémoires sur Jiang Qing et Mao Zedong.